# アホ・バカ分布図
アホ・バカ分布図（アホ・バカぶんぷず）は、1991年（平成3年）に朝日放送（ABCテレビ）のバラエティ番組『探偵!ナイトスクープ』の企画の一つとして放送された、日本列島上における日本語の「アホとバカの境界線」を探る企画。あるいは、その分布や境界線を示した地図そのものを指す場合もある。

## 発端
1990年（平成2年）1月20日放送の『探偵!ナイトスクープ』で、ある大阪生まれのサラリーマンの男性が、東京出身の妻と言い争う際に、自分は「アホ」妻は「バカ」と言い、お互い使い慣れない言葉でなじられ傷付くという経験から、「ふと『東京と大阪の間に「アホ」と「バカ」の境界線があるのでは？』と思い、「東京からどこまでが『バカ』で、どこからが『アホ』なのか調べてください」と番組に依頼して来た。
この依頼を担当した北野誠が、アホとバカの境界線を調べるべく東京駅から調査に乗り出したものの、名古屋駅前でサラリーマンが「アホ」でも「バカ」でもない第三の言葉として「タワケ」を使っていることを確認した。「タワケ」は岐阜市でも使われていることがわかり、急遽「アホ」と「タワケ」の境界線を探ることに変更。滋賀県との県境にほど近い岐阜県不破郡関ケ原町の住宅街で「アホ」と「タワケ」の境界線と思われる地域を発見したため、関ケ原町が「アホ」と「タワケ」の境界である、といった結論を出した。
ところが、当時局長だった上岡龍太郎は、「で、バカとタワケの境界は？」と問いかけた。他の探偵からも「西日本はずっとアホ？」などの質問が相次ぐ。興味を示した上岡は「これは面白い。ちゃんとやったら学術的資料になり、日本言語学会にも報告できる」として、継続調査を行い、「アホ」・「バカ」・「タワケ」および類語の分布図を完成させるよう北野に命じた。番組のエンディングでは長崎県出身で福岡県の短期大学を卒業した秘書の岡部まりが「九州はバカと言う気がする」と発言し、上岡が西日本にも境界線は存在する、とまとめたところでこの日の番組は終了した。
番組は企画継続を決め、最初の調査結果をまとめた第一次分布図を2月の番組で公開、視聴者の情報提供を呼びかけた。日本全国の視聴者から情報が集まり、3月には第二次分布図が、5月には第三次分布図が公開された。この時点でも地図は完成とは言えなかったが、予算やスタッフの労力を考慮し、調査はいったん休止されることになった。

## アホ・バカ分布図の完成
1991年（平成3年）2月、朝日放送の上層部が「今年は『探偵!ナイトスクープ』で民放祭（日本民間放送連盟賞）を狙う」として、番組プロデューサーの松本修に「民放祭を取れるような企画はないか」という相談を持ちかけた。松本は賞獲得を目指した番組作りに好感を持っていなかったが、制作費は心配しなくてよいと上司から聞くと、「アホ・バカ分布図」の企画再開を決意した。
追加予算を得た番組スタッフは3月、日本全国全市町村の教育委員会に宛てて、各地で使用される「アホ」・「バカ」に相当する言葉を問うアンケートを発送した。言語学者の徳川宗賢のアドバイスを受けつつ、1991年（平成3年）5月に「日本全国アホ・バカ分布図」が完成。アンケート結果に基づく追加ロケを行ったうえで、特別番組として放送された。
実際に詳しく全国の地域を行脚・調査をしてみると、京都を中心とした、同心円状に離れた同じ距離の違う地方で、同一の方言が使われていたことが判明するなど、日本語の方言における「方言周圏論の検証例」として『日本語学上大変貴重な』調査結果を出すことができた。松本らの分析では「アホ・バカ」方言は18周にも及ぶ円を形成しており、柳田國男が「カタツムリ」に見出だした五重円を大きく上回った。

## 分布図の完成、その後
1991年（平成3年）8月、番組は目標としていた日本民間放送連盟賞テレビ娯楽部門最優秀賞の受賞を決めた。受賞を記念し、テレビ朝日は特別番組としてこの回を放送した。視聴者からはテレビ朝日でも放送するよう要望が寄せられ、1992年11月からテレビ朝日でも番組が放送されるようになった。
後に松本は日本方言研究会で番組の成果を発表し、大きな反響を呼んだ。
1992年5月には第29回ギャラクシー賞選奨を、6月には第9回ATP賞グランプリを受賞した。
投稿から調査・研究がなされ、発表されるまでの過程は、その結果とともに、松本によって『全国アホ・バカ分布考 はるかなる言葉の旅路』にまとめられ、1993年に太田出版から出版された。1996年には『全国アホ・バカ分布考』が新潮文庫で文庫化された。方言を扱った本としては、柳田國男『蝸牛考』（岩波文庫）以来の文庫化となった。
1995年5月には京都の女子学生から、女陰を指す方言について同様の調査を行ってほしい、との依頼が番組に届いた。松本は1991年末から「アホ・バカ」以外の単語を対象にしたアンケート調査を行っており、陰部を指す方言についても既に情報を得ていた。しかし放送で女陰を指す語を扱うことができず、不採用となった。2014年に朝日放送勤務を終えた松本は独自に調査を進め、調査結果を2018年に『全国マン・チン分布考』（集英社インターナショナル）と題して出版した。

### 書籍
- 松本修『全国アホバカ分布考 はるかなる言葉の旅路』太田出版、1993年。ISBN 4-87233-116-8。
  - 松本修『全国アホバカ分布考 はるかなる言葉の旅路』新潮社〈新潮文庫〉、1996年。ISBN 4-10-144121-9。
- 松本修『全国マン・チン分布考』集英社インターナショナル〈インターナショナル新書 030〉、2018年。ISBN 978-4-7976-8030-0。

### ビデオ
- 上岡龍太郎、岡部まり・桂小枝・北野誠『探偵！ナイトスクープ　全国アホ・バカ分布図の完成［VHS］』イデア、1995年7月15日。ASIN B00005H6JU。